# Stefan Hiller
Stefan Hiller (* 21. Juni 1942 in Eichstätt) ist ein österreichischer Klassischer Archäologe.
Nach dem Studium an der Ludwig-Maximilians-Universität München wurde er dort 1966 mit einer Dissertation über den Mythos des Bellerophon promoviert. Anschließend wechselte er an die Universität Salzburg, wo er sich 1975 habilitierte und 1978 zum außerordentlichen Professor ernannt wurde. Anlässlich seines 60. Geburtstages erschien für ihn und seinen Kollegen Florens Felten die Festschrift Temenos. Zu seinem 65. Geburtstag erschien die Festschrift Stephanos Aristeios: Archäologische Forschungen zwischen Nil und Istros (Wien 2007).
Zu Hillers Forschungsschwerpunkten gehören die mykenische Geschichte, die Vorgeschichte der Ägäis und der Balkanhalbinsel sowie die Homerische Archäologie. Gemeinsam mit Florens Felten ist er seit 1993 Grabungsleiter auf der griechischen Insel Ägina.